# 韓国鉄道公社160000系電車
韓国鉄道公社160000系電車（かんこくてつどうこうしゃ160000けいでんしゃ）は、韓国鉄道公社（KORAIL）が所有する韓国高速鉄道の車両。
愛称はKTX-青龍（ケーティーエックス チョンリョン、KTX-청룡、KTX-Cheong-Ryong）。

## 概要
車両構造などは従来の150000系 KTX-イウムと同型となっているが、中央線や江陵線などの地方の幹線を結ぶKTX-イウムとは異なり、本系列は重要路線となる京釜高速鉄道、湖南高速鉄道を走行するため、運転最高速度320 km/hに対応した設計となった。また150000系とは異なり、側面の金色の帯は窓周りの黒色の帯の下に引かれている。
2024年4月1日に、愛称として「KTX-青龍」が付けられた。愛称の由来は2024年の干支が辰年であったため。
当初は、150000系と同じく「KTX-イウム」と仮称されていた。2024年5月1日から京釜高速鉄道および湖南高速鉄道の速達型列車として先行導入を開始。2028年からは本格的に導入予定。
高速鉄道車両としてトップクラスの、およそ3分32秒で300 km/hまで加速する動力性能を持つ。

## 運用区間
- 京釜高速鉄道：ソウル - 大田 - 東大邱 - 釜山
- 湖南高速鉄道：龍山 - 益山 - 光州松汀

## 編成

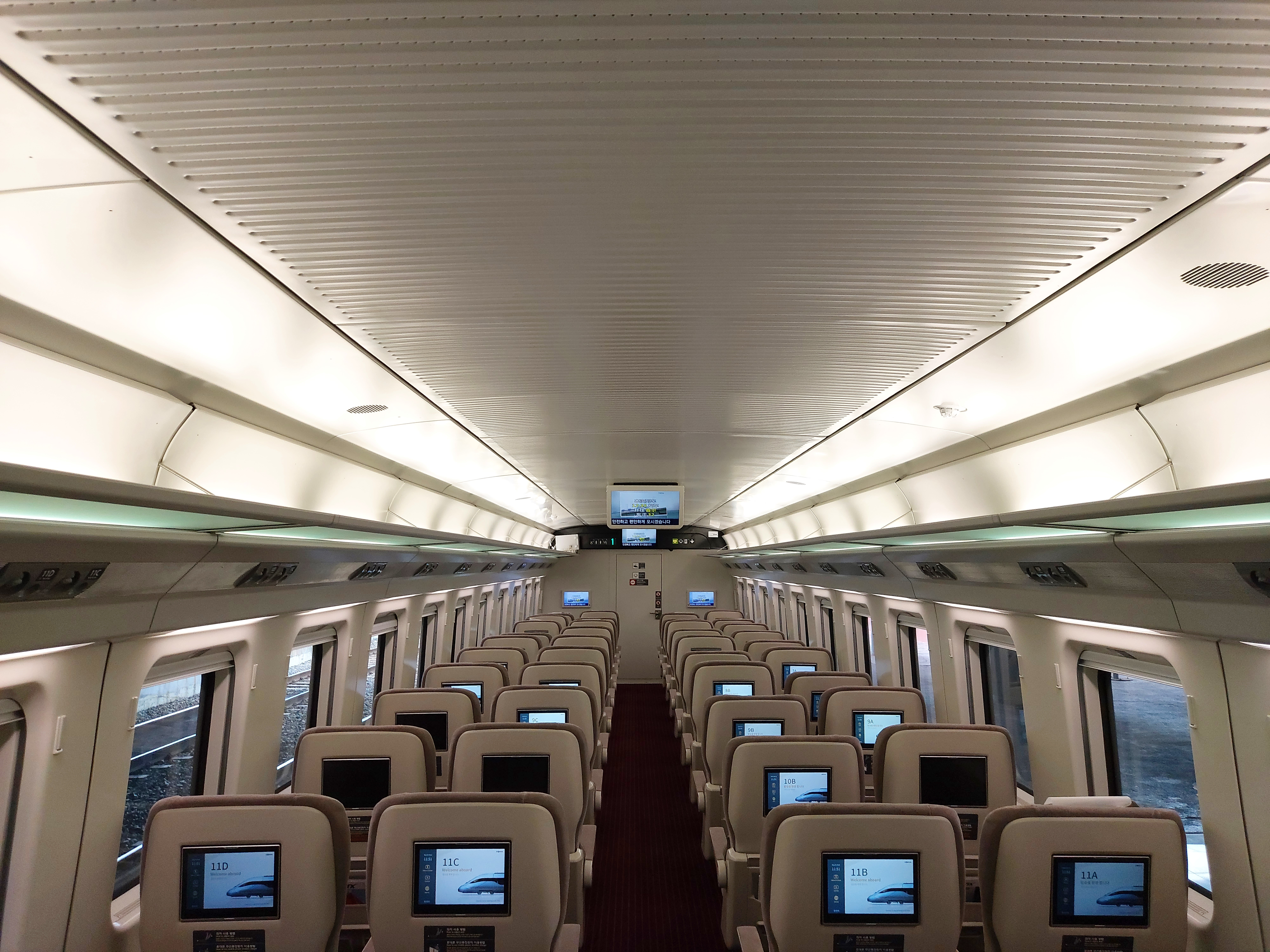
優等室
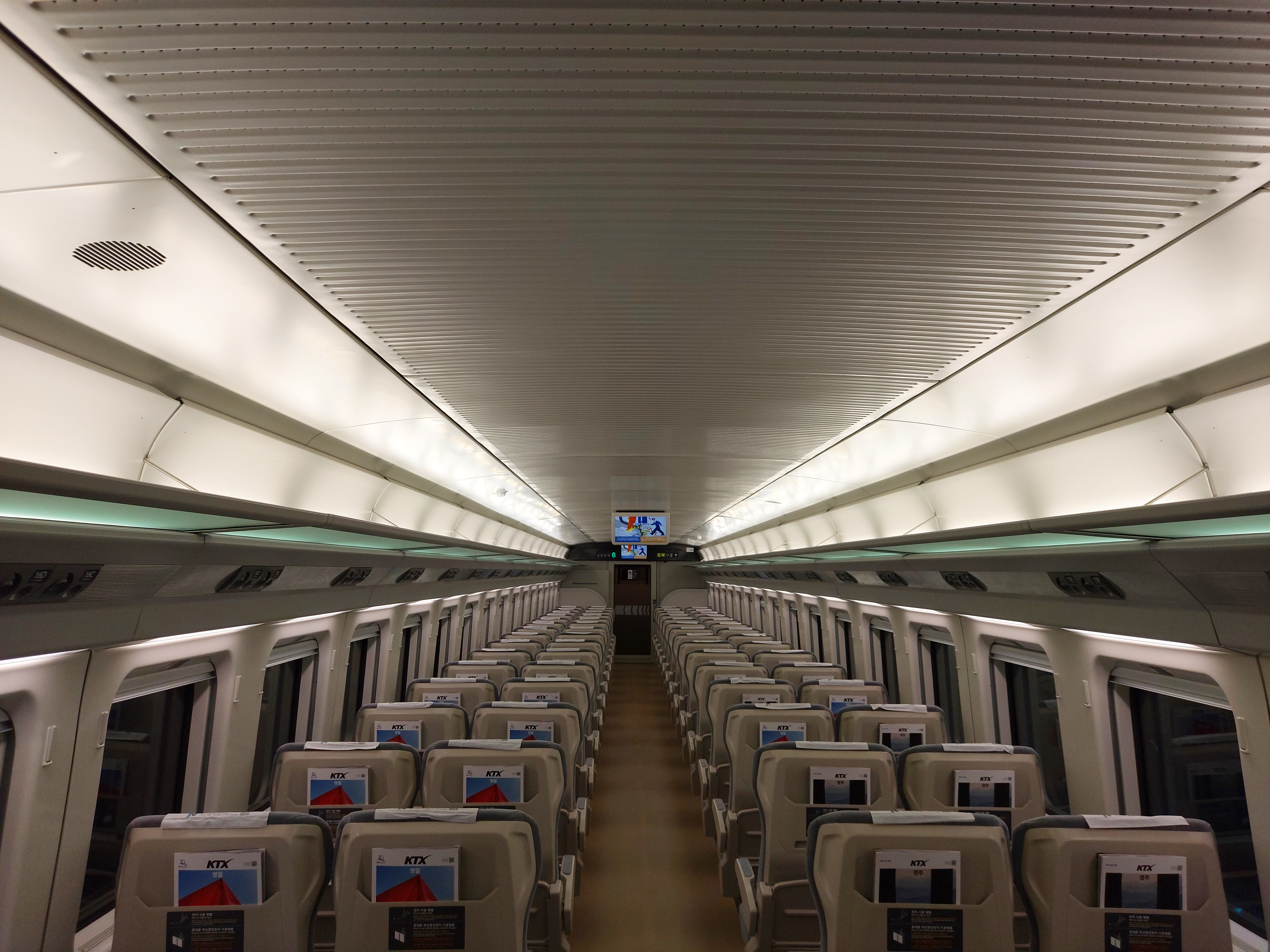
一般室

| 号車   | 1         | 2         | 3        | 4        | 5        | 6        | 7         | 8         |
| 車種   | TC 15○○01 | M' 15○○52 | M 15○○53 | M 15○○54 | M 15○○55 | M 15○○56 | M' 15○○57 | TC 15○○08 |
| ------ | --------- | --------- | -------- | -------- | -------- | -------- | --------- | --------- |
| 等級   | 優等室    | 一般室    | 一般室   | 一般室   | 一般室   | 一般室   | 一般室    | 一般室    |
| 座席数 | 46席      | 76席      | 55席     | 68席     | 74席     | 68席     | 76席      | 52席      |
| 合計   | 46席      | 469席     | 469席    | 469席    | 469席    | 469席    | 469席     | 469席     |
| 合計   | 515席     |           |          |          |          |          |           |           |

- 優等室
- 一般室

## 関連記事
- 150000系 : 本系列と車体設計などを共通化した車両。
- KTX、京釜高速鉄道、湖南高速鉄道